# San Cosma e san Damiano salvati dall'annegamento
I Santi Cosma e Damiano salvati dall'annegamento e Lisia posseduto dai demoni è un dipinto, tempera su tavola (38×45 cm), di Beato Angelico, conservato nell'Alte Pinakothek di Monaco di Baviera. Faceva parte della predella con le Storie dei santi Cosma e Damiano della Pala di San Marco, oggi divisa tra più musei. Il pannello in questione era il terzo della serie, il secondo sul lato frontale da sinistra.

## Storia
La pala di San Marco era destinata all'altare maggiore della chiesa di San Marco a Firenze, officiata dai domenicani del convento di cui faceva parte anche l'Angelico stesso. Il dipinto era solo uno dei tasselli della completa ristrutturazione e ridecorazione del convento offerta da Cosimo de' Medici e che ebbe come protagonista assoluto, per quanto riguarda la decorazione pittorica, l'Angelico. Il programma comprendeva oltre alla pala per l'altare maggiore, il celebre ciclo di affreschi, sia nelle aree comuni che nelle celle individuali, e una serie di codici miniati.
L'altare maggiore della chiesa venne riscattato dai Medici nel 1438, per la somma considerevole di cinquecento ducati, e riconsacrato ai santi protettori della famiglia, Cosma e Damiano, che in vita erano stati appunto, secondo la leggenda, "medici". La vecchia pala d'altare, un'Incoronazione della Vergine del 1402, in stile tardogotico di Lorenzo di Niccolò, venne rimossa e donata, con un'istanza del Priore fra Cipriano datata 1438, alla chiesa di San Domenico di Cortona, dove si trovava una comunità domenicana gemellata con quella fiorentina e dove si recò personalmente l'Angelico per effettuare la consegna nel 1440 (nell'occasione venne inciso sulla cornice il nome dei Medici come donatori).
La nuova pala venne quindi commissionata all'Angelico in un momento imprecisato, verosimilmente nel 1438 quando venne deciso di disfarsi di quella vecchia. La pala viene in genere datata entro il 1440, mentre i pannelli della predella forse vennero completati entro il 1443. Non vi sono ragioni per dubitare che venissero dipinti in una sequenza diversa da quella in cui si trovavano.
Con le soppressioni tra XVIII e XIX secolo la pala venne rimossa smembrata e parzialmente dispersa. I pannelli della predella sono oggi in parte a Firenze e in parte in altri musei internazionali. Se la pala venne sottoposta a un restauro disastroso, in un'epoca imprecisata tra XVIII e XIX secolo, i pannelli della predella furono risparmiati ed oggi sono generalmente in condizioni ottime o molto buone, tranne il pannello di Washington, che è più danneggiato.

## Descrizione e stile

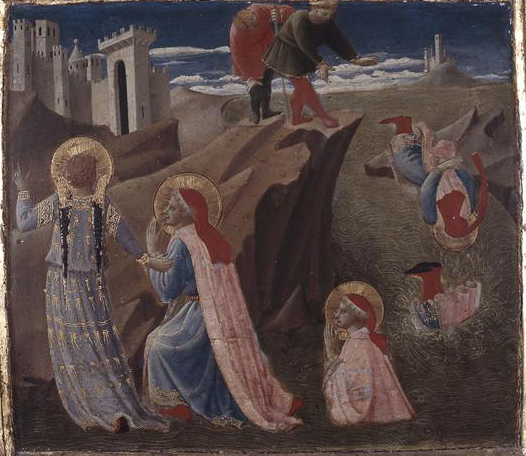
San Cosma e san Damiano salvati dall'annegamento, dalla predella della Pala di Annalena

Cosma e Damiano erano due celebri medici, tradizionalmente creduti fratelli, che guarivano gratuitamente le persone. Arrivata la loro fama agli orecchi del prefetto romano della Cilicia Lisia, egli se li fece portare davanti e li accusò di perturbare l'ordine pubblico tramite la diffusione della loro fede cristiana. Al loro rifiuto di abiurare vennero condannati ad atroci torture (i "cinque martirî") prima di essere decapitati.
La scena dipinta contiene due episodi. Il primo mostra Lisia che, per colpa dei diavoli che lo tormentano, condanna con crudeltà Cosma, Damiano e i loro seguaci Antimo, Leonzio ed Eupreprio, inginocchiati davanti al suo trono. La seconda parte si svolge nell'angolo in alto a destra e mostra il lancio in mare dei due santi, salvati poco più in là, coi discepoli, da un angelo che li riconduce sani e salvi alla riva.
La composizione dei diversi episodi su piani diversi ed a profondità spaziali distanziate fanno di questo pannello un'opera matura e complessa. Nella predella della Pala di Annalena (anni 1430), la scena era raffigurata in maniera più semplice, con i soli Cosma e Damiano che venivano gettati da un dirupo e accompagnati fuori dalle acque, più avanti, dall'angelo.
L'architettura dello sfondo richiama quella della scena precedente ed è arricchita da un grande edificio a base circolare, che si staglia dietro il trono di Lisia. I personaggi principali delle varie sotto-scene sono facilmente riconoscibili dai colori degli abiti.
Questo pannello, come gli altri della predella, è caratterizzato da un vivace stile aneddotico e accattivante, che racconta efficacemente le storie. Il sistema di creazione spaziale sviluppato in questo periodo risulta più coerente e avanzato di quello di opere anteriori, con accorgimenti quali quello di dipingere sullo sfondo una superficie piatta e parallela al piano frontale, che fa da sfondo del proscenio, su cui risaltano le figure. Straordinaria è la luce, come in altri dipinti dell'Angelico, che unifica l'intera scena con toni tenui e cristallini e con un efficace modellato dei volumi tramite il chiaroscuro.

## Disposizione originaria dei pannelli della predella
La predella della pala di San Marco era composta da nove pannelli (oggi esposti in più musei). Al centro si trovava la Pietà, mentre ai lati si trovavano otto storie dei santi Cosma e Damiano, sei sul lato principale e la prima e l'ultima sui fianchi.
- Guarigione di Palladia, National Gallery of Art, Washington
- San Cosma e san Damiano davanti a Lisia, Alte Pinakothek, Monaco di Baviera
- San Cosma e san Damiano salvati dall'annegamento, Alte Pinakothek, Monaco di Baviera
- Condanna al rogo dei santi Cosma e Damiano, National Gallery of Ireland, Dublino
- Pietà, Alte Pinakothek, Monaco di Baviera
- Crocifissione dei santi Cosma e Damiano, Alte Pinakothek, Monaco di Baviera
- Decapitazione dei santi Cosma e Damiano, Museo del Louvre, Parigi
- Sepoltura dei santi Cosma e Damiano, Museo nazionale di San Marco, Firenze
- Guarigione del diacono Giustiniano, Museo nazionale di San Marco, Firenze

Predella della Pala di San Marco